# Pentahydroxybenzol
Pentahydroxybenzol ist eine chemische Verbindung, deren Struktur aus einem Benzolring mit fünf Hydroxygruppen (–OH) als Substituenten besteht. Die Substanz bildet farblose bis rosafarbene Kristalle.